# Claude Noisette de Crauzat
Claude Noisette de Crauzat est un musicologue et musicographe français, spécialisé dans l'étude des œuvres pour orgue, né le 10 mars 1938 à Paris.

## Biographie
Il a écrit de nombreux ouvrages sur l'orgue, des notes discographiques et a dirigé plusieurs thèses de musicologie.
Il a aussi édité des enregistrements de Jean-Philippe Rameau.
Il a été professeur de musique à la Maîtrise de Montmartre dans les années 70, tout comme Daniel Roth à la même époque, ainsi qu'à l'Université de Rouen.
Il est membre de la Société de l'histoire de l'art français, de la Société d'histoire et d'archéologie de Bretagne et de la Société française de musicologie.

## Famille
Claude Noisette de Crauzat est le petit-fils de l'écrivain et collectionneur Ernest de Crauzat (1866-1944) et est un descendant du naturaliste et horticulteur Antoine Noisette (1778-1858).

## Écrits

### Ouvrages notables
- L'orgue de la cathédrale de Bayeux, Caen, Art de Basse-Normandie no 59, 1972, 38 p.  (OCLC 492742606).
- L'orgue en Bretagne sous l'ancien régime, thèse de doctorat, dirigée par Jacques Chailley (Université Paris-Sorbonne) 1973, 4 vols. 880 p.  (OCLC 492228970 et 863126549).
- Connaître Rouen, La Musique à Rouen, Jehan Titelouze, avec Max Pinchard, Rouen, Lecerf, 1976.
- L'orgue dans la société française, photographies de Jean-Paul Dumontier, Paris, coll. « Musique, musicologie » no 6, H. Champion, 1979 (OCLC 609653187).
- Cavaillé-Coll, photographies de Jean-Paul Dumontier, Paris, la Flûte de Pan, 1984, 464 p.  (OCLC 63815731).
- L'Orgue français, photographies de Jean-Paul Dumontier, Paris, Éditions Atlas, 1986 (OCLC 237512173).
- De la virtuosité dans l'orgue français au XIXe siècle : Lefebure-Wely, 1987[4].